# Telemetro Canal 13
Telemetro Canal 13 è una rete televisiva panamense del gruppo Corporación Medcom.